# 용문초등학교 (경북)
용문초등학교는 대한민국 경상북도 예천군 용문면 상금곡리에 있는 공립 초등학교이다.

## 학교 연혁
- 1922. 05. 25 용문공립보통학교 개교
- 1938. 04. 01 용문공립심상소학교로 교명 변경
- 1941. 04. 01 용문공립국민학교로 교명 변경
- 1963. 10. 08 선동분교장 개교
- 1970. 03. 01 24학급 편성(1479명)
- 1981. 03. 09 병설유치원 개원(1학급)
- 1982. 03. 01 특수학급 편성(1학급)
- 1992. 03. 01 용서분교장 편입(2학급)
- 1992. 12. 20 급식소 준공
- 1993. 03. 01 용원국민학교 통폐합(31명)
- 1995. 03. 01 선동분교장 통폐합(2학급)7명
- 1996. 03. 01 용서분교장 통폐합(2학급)13명
- 1996. 03. 01 용문초등학교로 교명 변경
- 1999. 03. 01 용대초등학교 폐교로 부분 편입
- 2013. 02. 14 제87회 졸업식(13명 졸업 총 졸업생 7,981명)
- 2013. 03. 01 7학급 편성(특수학급 포함)
- 2013. 09. 01 제38대 이재건 교장 부임

## 참고 자료
- 용문초등학교 - 한국교육학술정보원 학교알리미